# Glen Edward Rogers
Glen Edward Rogers (15 de julio de 1962 - 15 de mayo de 2025), también conocido como "El asesino seductor" o "The Cross Country Killer" (lit. 'Asesino a través del país', en español), fue un asesino en serie estadounidense. Fue condenado por dos asesinatos y es sospechoso de muchos otros cometidos en todo Estados Unidos, además de haber sido mencionado y considerado por los investigadores del condado de Los Ángeles como posible sospechoso alternativo a O.J. Simpson en los asesinatos de Nicole Brown Simpson y Ron Goldman, aunque a la fecha de 2020 no se había desarrollado nada respecto a dichas acusaciones. Rogers figuró en la lista de los diez fugitivos más buscados por el FBI después de una ola de crímenes que comenzó el 28 de septiembre de 1995, con el primer asesinato de Rogers comprobado por las autoridades.

## Primeros años
Rogers nació y creció en Hamilton, Ohio. Era uno de los siete hijos de Edna (Sears) y Claude Rogers. Claude era operador de bombeo en la compañía local de papel Champion. Rogers fue expulsado de la escuela antes de cumplir los 16 años. Algún tiempo después, su novia, Deborah Ann Nix, de 14 años, quedó embarazada de otro hombre. La joven pareja se casó y tuvo otro hijo en 1981. En 1983, Nix solicitó el divorcio alegando abuso físico excesivo.

## Asesinatos
Las autoridades sospecharon que Rogers fue el responsable del apuñalamiento o estrangulamiento de un anciano de Ohio en 1993, y de cuatro mujeres en California, Misisipi, Florida y Luisiana. Al principio afirmaba que el número de asesinatos era casi de 70, pero luego se retractó, argumentando que estaba bromeando y que no había cometido ningún asesinato.
- Mark Peters (Hamilton, Ohio) – posible víctima

El 10 de enero de 1994, la policía descubrió los restos de Mark Peters, electricista retirado y veterano de guerra de 71 años, en una cabaña en Beattyville, Kentucky, perteneciente a la familia de Glen Rogers. Peters había acogido a Glen Rogers y le había permitido vivir en su casa antes de octubre de 1993, fecha en la que se denunció la desaparición de Peters, junto con su auto y varios objetos personales de valor, como antigüedades, armas y una colección de monedas. Rogers también desapareció y, según se informa, fue su hermano, Clay, quien motivó a la policía a registrar la cabaña familiar en busca de pistas, donde encontraron el esqueleto de Peters, el cual estaba atado a una silla y cubierto por una pila de muebles.
- Sandra Gallagher (Los Ángeles, California)

El 28 de septiembre de 1995, Sandra Gallagher, de 33 años y madre de tres hijos, se cruzó con Rogers en el bar McRed’s, en Van Nuys, California. El cadáver de Gallagher, estrangulado y severamente quemado, fue encontrado al día siguiente en su auto, cerca del apartamento de Rogers en Van Nuys. Las autoridades sostienen que, después de asesinar a Gallagher, Rogers se mudó a Misisipi, Luisiana y Florida, matando a una mujer en cada estado. El 22 de junio de 1999, Rogers fue condenado por el asesinato de Gallagher y, el 16 de julio de 1999, el estado de California le impuso la pena de muerte.
- Linda Price (Jackson, Misisipi)

Kathy Carroll, hermana de Price, dijo que Price había conocido a Rogers en un puesto de cerveza en la Feria Estatal de Misisipi. Recordó que su hermana le repetía: “¿No es guapo?” Rogers y Price compartieron durante un corto tiempo un apartamento en Jackson, Misisipi. La última vez que Carroll vio a su hermana fue la noche antes de Halloween de 1995, cuando ambas planearon que los nietos de Carroll fueran a pedir dulces al apartamento de Price; sin embargo, al día siguiente, Price no atendió la puerta y Rogers había desaparecido. De forma similar a los otros asesinatos, Price y Rogers se conocieron bebiendo; Price tenía alrededor de 30 años y era pelirroja, al igual que las otras mujeres. La encontraron muerta en una bañera.
- Tina Marie Cribbs (Tampa, Florida)

El 5 de noviembre de 1995, Cribbs fue vista saliendo del bar Showtown, en Gibsonton, Florida, con Rogers. Un barman le dijo a la policía que Rogers había comprado bebidas para Cribbs y sus amigos y después le pidió si lo podía llevar. Dos días después, un miembro del personal de limpieza de un motel en Tampa encontró el cuerpo de Cribbs en una bañera, de manera similar a Price en Misisipi; había sido apuñalada en el pecho y los glúteos. Un recepcionista del motel le comunicó a la policía que Rogers había llegado al motel un par de días antes del asesinato. El 5 de noviembre, Rogers pagó una noche extra y pidió que no se limpiara su cuarto. Luego el recepcionista vio a Rogers guardar sus pertenencias en un Ford Festiva blanco. Al día siguiente se encontró la cartera de Cribbs en un área de descanso en el norte de Florida; las huellas dactilares extraídas de la cartera y del cuarto del motel coincidieron con las de Rogers. Rogers fue arrestado el 13 de noviembre en Kentucky conduciendo el auto de Cribbs, asegurando que se lo habían prestado; también dijo que Cribbs seguía viva cuando él se fue. El 11 de julio de 1997, Rogers fue declarado culpable y sentenciado a muerte por el asesinato de Tina Marie Cribbs.
- Andy Jiles Sutton (Bossier City, Luisiana)

Sutton era conocida de Rogers. Su cuerpo acuchillado fue descubierto el 9 de noviembre de 1995 en una cama de agua perforada en Bossier City, Luisiana.

## Arresto, sentencia y apelaciones
Rogers fue arrestado en Waco, Kentucky, tras una persecución de 13 millas (20 km) el 13 de noviembre de 1995. Bob Stephens, detective de la policía de Kentucky, advirtió el auto robado de Cribbs y lo persiguió, seguido por el oficial novato Charles Cox de la policía de Irvine, Kentucky, mientras que el patrullero Ed Robinson y otros oficiales establecieron un bloqueo de carretera para detener a Rogers. Robinson hizo un disparo de escopeta que golpeó los neumáticos traseros del auto en fuga, pero eso no lo detuvo, tras lo cual Robinson se unió a la persecución. El sargento Joey Barnes (que había servido en la Patrulla de Carreteras de Florida con anterioridad) embistió con su patrulla el auto robado de Cribbs y lo hizo girar fuera de la carretera hasta caer en una zanja. Stephens, Cox, Robinson, Barnes y otros oficiales rodearon a Rogers y lo arrestaron. La persecución y el arresto de Rogers fueron grabados por un equipo de noticias de la televisión local que se encontraba en el lugar.
La fecha de muerte de Rogers había sido fijada para el día de San Valentín de 1999 en Florida, pero él inmediatamente apeló al Tribunal Supremo de Florida, alegando que el estado no había aportado suficientes pruebas para respaldar los cargos. Rogers también arguyó que el tribunal de primera instancia debió haber concedido las peticiones de la defensa para anular el juicio debido a que a un testigo se le permitió declarar sobre un delito menor por el que Rogers había sido condenado en California. Asimismo, afirmó que se le permitió a la fiscalía presentar un argumento inadecuado durante los alegatos finales.
Su apelación fue postergada hasta marzo de 2001, cuando fue finalmente denegada. En abril de 2005, Rogers presentó otra apelación, la cual fue denegada en 2011, siendo esta la última.

## Televisión y película
El documental de 2012 My Brother the Serial Killer (lit. ‘Mi hermano, el asesino en serie’, en español) examinó los crímenes de Rogers e incluyó afirmaciones sobre que este asesinó a Nicole Brown Simpson y Ron Goldman en 1994. Según su hermano, Clay, Rogers afirmó que, antes de los asesinatos, había conocido a Brown y que iba a “acabar con ella”.
Durante una prolongada correspondencia que comenzó en 2009, entre Rogers y el perfilador criminal Anthony Meolis, Rogers escribió y creó imágenes sobre su participación en los asesinatos. A lo largo de una reunión entre ambos en la prisión, Rogers afirmó haber sido contratado por O.J. Simpson para entrar en la casa de Nicole Brown Simpson y robar algunas joyas valiosas, y que Simpson agregó “Puede que tengas que matar a la perra”. En una entrevista grabada, Clay asegura que su hermano confesó su participación.
La familia de Rogers declaró de que este les había comunicado que él había estado trabajando para Brown en 1994, y que les había hecho amenazas verbales sobre ella. Más adelante, Rogers habló con un criminólogo sobre los asesinatos de Simpson y Goldman, proporcionando detalles sobre el crimen y destacando que había sido contratado por O.J. Simpson para robar un par de pendientes y posiblemente asesinar a Nicole.
Rogers fue el tema del episodio 12 de la temporada 3 de The FBI Files, titulado “Deadly Stranger” (lit. ‘Un desconocido mortal’, en español). También fue el tema del episodio 2 de la temporada 3 de la serie Southern Fried Homicide, titulado “Smooth Talking Devil” (lit. ‘Un diablo persuasivo’, en español).
La serie It Takes a Killer de Oxygen transmitió el 2 de septiembre de 2016 el episodio titulado "The Casanova Killer" (lit. 'El asesino seductor', en español), el cual se concentra en cuatro de los cuatro asesinatos vinculados a Rogers y en la búsqueda que llevó a su captura.
La película de 2019 The Murder of Nicole Brown Simpson (lit. 'El asesinato de Nicole Brown Simpson', en español) pretende contar la historia tal y como la afirman Rogers y su familia sobre su implicación con Nicole Brown Simpson. Rogers es interpretado por Nick Stahl y Nicole Brown Simpson por Mena Suvari.

## Ejecución
El 15 de abril de 2025, el gobernador de Florida, Ron DeSantis, firmó una orden de ejecución para Rogers, programando su ejecución para el 15 de mayo de 2025.
El 5 de mayo, Rogers apeló ante la Corte Suprema de Florida para detener su ejecución, argumentando que el abuso sexual que sufrió durante su infancia debió haber sido considerado durante la fase de sentencia de su juicio, así como también expresó preocupaciones sobre los medicamentos usados en la inyección letal. La corte rechazó la apelación de Rogers el 9 de mayo.
Como último recurso, los abogados de Rogers apelaron ante la Corte Suprema de los Estados Unidos para detener la ejecución inminente. La Corte Suprema rechazó la apelación el 14 de mayo de 2025, en la víspera de la ejecución de Rogers.
El 15 de mayo de 2025, Rogers fue ejecutado mediante inyección letal en la Prisión Estatal de Florida. En una declaración final, dijo: “Sé que hay muchas preguntas para las que necesitan respuestas. Les prometo que en un futuro cercano esas preguntas serán respondidas y espero que, de alguna manera, eso les traiga algo de cierre. Presidente Trump, siga haciendo que América sea grandiosa. Estoy listo para irme.”